# Żaliński III
Żaliński III (Zaliński, Hagenau-Zalinski, Poraj odmienny) – herb szlachecki przysługujący rodzinie von Hagenau z Meklemburgii. Niesłusznie przypisywany rodzinie Żalińskich z Kaszub. Według Przemysława Pragerta odmiana herbu Poraj.

## Opis herbu
Opis z wykorzystaniem zasad blazonowania, zaproponowanych przez Alfreda Znamierowskiego:
W polu błękitnym, na pagórku zielonym, róża czerwona na zielonej ulistnionej łodydze (po trzy liście na stronę). Klejnot: nad hełmem w koronie ogon pawi, na którym noga orla czarna, szponem do góry. Labry: błękitne, podbite srebrem.

## Najwcześniejsze wzmianki
Herb meklemburskiej rodziny von Hagenau, niesłusznie przypisywany Żalińskim z Kaszub, wzmiankowany przez Nowego Siebmachera, Ledebura (Adelslexikon der preussichen Monarchie von...), Wincklera (Die nationalitaten Pomerellens) oraz Żernickiego (Der polnischen Adel).

## Herbowni
Bezzasadnie przypisywany rodzinie Żalińskich z przydomkiem Hagenau, prawdopodobnie z powodu identyczności przydomka Żalińskich z nazwiskiem niespokrewnionej rodziny z Meklemburgii.